# Odgłosy (tygodnik)
Odgłosy – tygodnik społeczno-literacki wydawany w Łodzi w latach 1958–1992.

## Historia
Czasopismo było wydawane przez Robotniczą Spółdzielnię Wydawniczą „Prasa”. Pierwszy numer „Odgłosów” ukazał się 2 marca 1958. Łódzka prasa społeczno-literacka w dotychczasowej historii nie utrzymywała się dłużej niż 3 lata na łódzkim rynku. Były to m.in. gazety takie jak: „Meteor”, „Wymiary”, „Osnowy Literackie”, „Odnowa” ukazujące się przed II wojną światową, a także powojenne: „Kuźnica” i „Wieś”, czy ukazujące się w latach 50. XX w. „Łódź Literacka” i „Kronika”. „Odgłosy” w przeciwieństwie do poprzedników przetrwały na rynku 34 lata.
Kolumnę telewizyjną „Odgłosów” redagował Wiesław Machejko, a kolumnę filmową redagowali: Edward Etler, a także Janusz Weychert. Na łamach „Odgłosów” pisali m.in.: Ewelina Nurczyńska-Fidelska, Tadeusz Szczepański, Bolesław Lewicki, Marek Wawrzkiewicz, Włodzimierz Łuszczykiewicz, Jerzy Dębski, Marceli Kazimierski, Jerzy Wilmański, Jerzy Ambroziewicz, Stefan Bratkowski, Bohdan Drozdowski, Stefan Kozicki, Janusz Roszko i Jerzy Urban. Po przejęciu czasopisma przez spółdzielnię dziennikarską i prywatnego właściciela w latach 90. XX w. zakończono wydawanie gazety w 1992.
Czasopismo osiągało nakłady około 20 tys. egzemplarzy, największą popularnością cieszyło się w latach 80. XX w. osiągając nakłady rzędu 100 tys. egzemplarzy. Ostatni numer czasopisma został wydany 2 sierpnia 1992. W 1994 podjęto próbę reaktywacji gazety, wydając numer zerowy 27 listopada 1994.
Tygodnik został zdigitalizowany w 2015 przez Wojewódzką Bibliotekę Publiczną im. Marszałka J. Piłsudskiego w Łodzi.

## Redaktorzy naczelni
- Wiesław Jażdżyński (1958–1966),
- Wacław Biliński (1964–1968),
- Jan Koprowski (1969–1972),
- Jerzy Wawrzak (1972–1982),
- Lucjusz Włodkowski (1983–1990)[2][3],
- Mirosław Kuliś (1991)[4],
- Paweł Woldan (1992)[6].